# Бурулько, Александр Петрович
Александр Петрович Бурулько (20 октября 1936 — 23 июля 2025) — депутат Государственной думы второго и третьего созыва.

## Биография
Родился 20 октября 1936 года.
Окончил Кубанский сельскохозяйственный институт по специальности «инженер-механик».
Работал механиком, инструктором райкома ВЛКСМ, секретарём парткома колхоза, директором кирпичного завода агропромышленного товарищества «Нива Кубани» Брюховецкого района Краснодарского края. Избирался депутатом Брюховецкого районного Совета.
22 ноября 1998 года избран в Государственную думу второго созыва на дополнительных выборах по Каневскому одномандатному избирательному округу 39 Краснодарского края в связи со смертью депутата от округа Александра Петрика. Входил во фракцию КПРФ, был членом Комитета по туризму и спорту.
В декабре 1999 года был избран в Государственную Думу РФ третьего созыва избран по тому же избирательному округу от избирательного объединения КПРФ, был членом депутатской Агропромышленной группы, членом Комитета по делам национальностей.
Умер в июле 2025 года в возрасте 88 лет.